# Gyrinus zimmermanni
Gyrinus zimmermanni is een keversoort uit de familie van schrijvertjes (Gyrinidae). De wetenschappelijke naam van de soort is voor het eerst geldig gepubliceerd in 1932 door Franck.